# Jumel
Jumel (picardisch: Jumèl) ist eine nordfranzösische Gemeinde mit 531 Einwohnern (Stand 1. Januar 2022) im Département Somme in der Region Hauts-de-France. Die Gemeinde liegt im Arrondissement Montdidier, ist Teil der Communauté de communes Avre Luce Noye und gehört zum Kanton Ailly-sur-Noye.

## Geographie
Die Gemeinde liegt jenseits der Noye an Ailly-sur-Noye westlich angrenzend an der Départementsstraße D920 (frühere Route nationale 320), von der hier nach dem Übergang über die Noye die Départementsstraßen D7 (die teilweise einer Straße im System der Chaussée Brunehaut nach Amiens folgt) und D162 abzweigen.

## Einwohner
| 1962 | 1968 | 1975 | 1982 | 1990 | 1999 | 2006 | 2010 |
| ---- | ---- | ---- | ---- | ---- | ---- | ---- | ---- |
| 284  | 322  | 291  | 268  | 303  | 368  | 356  | 358  |

## Verwaltung
Bürgermeister (maire) ist seit 2001 Hubert Van Goethem.

## Sehenswürdigkeiten
- Kirche
- Gehöft Saint-Nicolas aus dem 16. Jahrhundert